# エピソード記憶
エピソード記憶（エピソードきおく、episodic memory）とは、宣言的記憶の一部であり、イベント（事象）の記憶である。エピソード記憶には、時間や場所、そのときの感情が含まれる（感情は記憶の質に影響する）。自伝的記憶はエピソード記憶の一部である。エピソード記憶は意味記憶（事実と概念に関する記憶）と相互に関連している。エピソード記憶は物語にたとえることができる(Tulving, 1972)。

## 認知神経科学
新たなエピソード記憶の形成には海馬が使われる。海馬が働かないと、手続き記憶（例えば、ピアノの演奏法）を新たに形成することはできるが、その間のイベントを覚えておくことができない。
前頭前皮質（特に左脳）もエピソード記憶形成に関わっている。前頭前皮質に損傷のある患者は新たな情報を学ぶことはできるが、系統立てて学べない傾向がある。例えば、過去に見たことのある物を認識することはできるが、それをいつどこで見たのかを思い出せない。(Janowsky et al., 1989)。研究者によっては、前頭前皮質が制御機能を持つと考え、情報をより効率的に記憶する役割を果たしていると考えている。また、前頭前皮質がエンコーディングを強化する意味論的戦略を担っているという考え方もある。その場合、「意味」を学習教材と捉えたり、ワーキングメモリでリハーサルを行うなどが意味論的戦略である。(Gabrieli et al., 1998)。

### 海馬の役割
海馬にエピソード記憶が保持される期間については諸説ある。エピソード記憶が常に海馬に存在するという見方もあるし、新皮質に定着するまでの短期間だけ海馬に存在しているという見方もある。後者の考え方を補強する神経発生に関する発見として、スタンフォード大学のカール・ダイセロスらによれば、成人の海馬では古い記憶を容易に削除し、新たな記憶を形成する効率が向上するという事実がある(Deisseroth et al 2004)。

## 意味記憶との関係
エピソード記憶は「一回限り」の学習機構であると考えられている。あるエピソードを一回体験しただけで、それを記憶するのである。一方、意味記憶は繰り返し同じ事物を記憶することが影響する。その事物に触れるたびに脳内の意味表現は変化していく。
エピソード記憶は意味記憶に存在する各項目を結びつける「地図」のようなものと考えることができる。例えばペットを飼っている人物の場合、意味記憶で飼い主は通常飼い犬や猫などの外見や鳴き声を記憶している。飼い主のペットに関するエピソード記憶群は「犬」や「猫」という対象動物の意味表現を参照しており、それら各々の対象に関する新たな体験によって飼い主のペットについての意味表現は更新されていく。
研究者によっては、エピソード記憶は常に意味記憶に洗練（精製）されているとも考えられている。その場合、特定のイベントについてのエピソード的情報は一般化され、イベント的詳細は失われる。この考え方の派生として、繰り返し思い出されるエピソード記憶は一種のモノローグとして記憶されるという見方がある。例えば、人がある出来事について繰り返し話をした場合、それは既に当事者にとっては「イベント」ではなくなり、あたかも物語を語っているように感じていることに気づくと指摘されている。
逆に、エピソード記憶は常にエピソード記憶として思い出されるとする見方もある（エピソード記憶は意味記憶に影響を与え、意味記憶の上に成り立っている）。これは、エピソード記憶が最終的に意味記憶へと変化するとは考えない点が上述の考え方とは異なっている。

## 性別による差異
Brain activation during episodic memory retrieval: sex differences によれば、女性のエピソード記憶は男性よりも優れている傾向があるとされている。

## 加齢による性能変化
エピソード記憶に関して活性化する脳の領域（特に海馬）の研究によると、若者と高齢者で違いがあることが観測されたMaguire and Frith 2003。高齢者は左右の海馬が活性化するのに対して、若者は左の海馬だけが活性化する傾向がある。

## 感情
感情と記憶の関係は複雑だが、一般に強い感情と結びついて記憶されたイベントは後々まで記憶され続ける傾向がある。フラッシュバルブ記憶はその例である。

## 障害
- 自閉症の神経学的特徴のひとつとして、意味記憶には問題がなく、エピソード記憶形成の発達に支障があるため、コミュニケーション能力に障害が生じるとされる (Ben Shalom, 1993)。
- 健忘とされる患者はエピソード記憶に障害があることが多い。
- アルツハイマー型認知症は脳の中でも最初に海馬が損傷を受ける傾向がある。このために健忘の症状が見られることになる。

## 動物の場合
1997年までは、人間以外のエピソード記憶の証拠はほとんどなかった。これは動物のエピソード記憶に関するテスト実施が困難であるためである。Tulving (1983) で示されたようなエピソード記憶の基準を満たすためには、意識的な記憶の証拠を提出しなければならないのである。しかし、言語を持たない動物でエピソード記憶を確認するのは不可能である。というのも言語以外の行動で意識体験を示す証拠として認められているものは存在しないのである (Griffiths et al., 1999)。
Clayton & Dickinson (1998) は初めて動物がエピソード記憶を持つ証拠を提示した。彼らはアメリカカケスが食べ物を蓄えている場所を食べ物の種類によって記憶しており、蓄えた時期とその食べ物の腐り易さを考慮して食べる順を決めていることを示した。つまり、アメリカカケスは個々のイベントについて「何をいつどこで」ということを覚えていることになる。Clayton & Dickinson (1998) は、このような行為がエピソード記憶の行動による証拠であると主張した。しかし、この研究ではエピソード記憶の現象学的側面に関するものではなかったため、彼らはこれを「エピソード的」記憶と称した。
エジンバラ大学で2006年に行われた研究によると、ハチドリが世界で初めてエピソード記憶の2つの側面を示した動物とされた。それは、ある花のある場所とどのくらい以前にその花の蜜を吸ったかを思い出す能力である。彼らはハチドリの行動範囲に（ショ糖を内部に仕込んだ）8本の造花を配置し、ハチドリがそれらの花を訪れる頻度を観測した。8本のうち4本は10分ごとにショ糖を補給し、残る4本はショ糖が空になってから20分後に補給するようにした。ハチドリは造花のショ糖補給スケジュールに合うように訪れるようになり、10分間隔で補給される造花には頻繁に訪れるようになった。「我々の見識によれば、これは野生動物が食料源の場所といつそこを訪れたかを記憶していることを世界で初めて示したものである」とエジンバラ大学の Susan Healy は述べた。
より人間に近い脳を持つ動物でこのようなエピソード的記憶の証拠を探すための研究が始められている。例えば、Kart-Take らはネズミが物を見た場所や時期で、その物に対する興味がどう変化するかを研究した(Kart-Teke et al, 2006)。さらに Eacott らの研究 (Eacott et al, 2005) では、ネズミが必要に応じて過去に見た物をその状況と共に思い出すことを示した。